# Lipowska (hala)
Lipowska – rozległa polana na południowo-wschodnim stoku Lipowskiego Wierchu (1324 m), na obszarze Żywieckiego Parku Krajobrazowego. W przeszłości była intensywnie użytkowana pastersko, stąd tradycyjna nazwa „hali”, niemająca jednak nic wspólnego z halą jako piętrem roślinnym w górach. Drugi człon nazwy pochodzi od lip, które dawniej zapewne tutaj rosły. Poniżej dolnego, południowo-wschodniego krańca Hali Lipowskiej znajduje się druga, przylegająca do niej polana, na mapie Geoportalu podpisana jako Toczysko. Wraz z nią Hala Lipowska rozciąga się od wysokości około 1150 po 1290 m. Obecnie obydwie te polany obejmuje się wspólną nazwą Hala Lipowska.
Na górnym skraju hali Lipowskiej, pod lasem znajduje się schronisko PTTK na Hali Lipowskiej. Wybudowała go w latach 1931–1932 niemiecka organizacja Beskidenverein. Obiekt stanowił konkurencję dla schroniska na Hali Rysiance. Po II wojnie światowej przejęło je Polskie Towarzystwo Tatrzańskie, a później Polskie Towarzystwo Turystyczno-Krajoznawcze.
Lipowska znajduje się w granicach wsi Złatna w województwie śląskim, w powiecie żywieckim w gminie Ujsoły. Wypasu na hali zaprzestano już dawno. Pozostałością po nim jest drewniany krzyż, przy którym dawniej odprawiano msze święte dla pasterzy z tej hali i z innych okolicznych. Obecnie krzyż odnowiono, wybudowano obok kaplicę i zamontowano głaz pamiątkowy, przy którym kończy się Droga Światła upamiętniająca biskupa krakowskiego Karola Wojtyłę, który bywał na Hali Lipowskiej.
Z polany widać panoramę Tatr, Małej Fatry oraz Beskidu Żywieckiego. Zimą na polanie działa orczykowy wyciąg narciarski.

## Szlaki piesze na Halę Lipowską
z Hali Boraczej: 2 godz., ↓ 1:30 godz.
 z Rajczy przez halę Redykalną: 3:20 godz, ↓ 2:50 godz.
 ze Złatnej: 3 godz, ↓ 2:40 godz.
 z hali Rysianki: 0:15 godz., ↓ 0:15 godz.

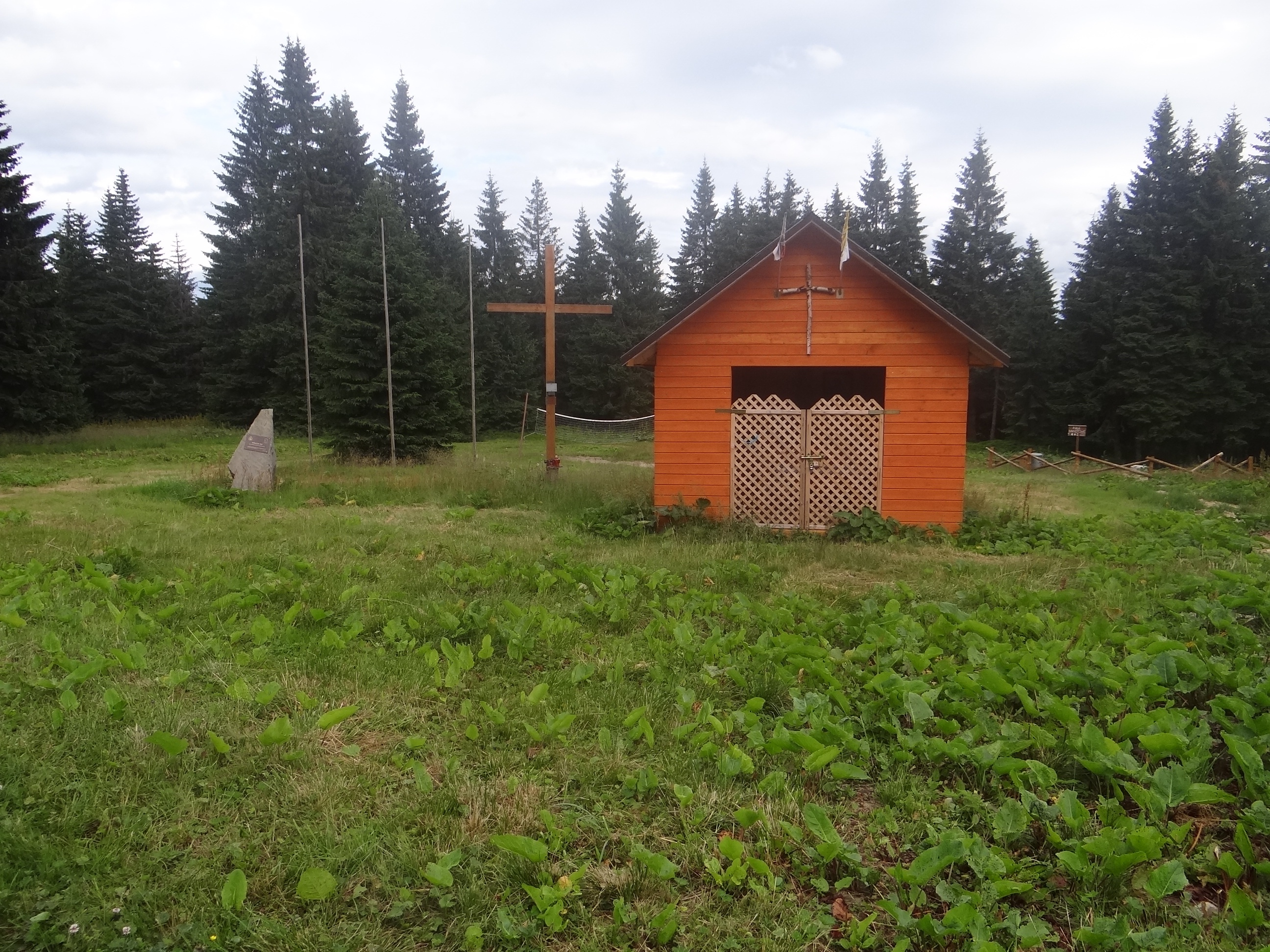
Kaplica i krzyż na Hali Lipowskiej